# CHERISH (AZUの曲)
「CHERISH」（チェリッシュ）は、AZUの1枚目のシングル。

## 解説
- SEAMOの2ndアルバム『Live Goes On』収録の「心の声」でSEAMOとフィーチャリングしたAZUのメジャーデビューシングル。

## 収録曲
1. CHERISH
作詞：AZU&eilysh　作曲：前田和彦　編曲：渡辺徹＆前田和彦
2. SUMMER BREEZE 
作詞：AZU&BOUNCEBACK　作曲：AZU＆広石正樹　編曲：渡辺徹
3. VIOLIN
作詞：AZU　作曲：AZU＆前田和彦　編曲：中村康就＆前田和彦
4. CHERISH (INSTRUMENTAL)
5. SUMMER BREEZE (INSTRUMENTAL)
6. VIOLIN (INSTRUMENTAL)